# C/1961 O1 Wilson-Hubbard
La Cometa Wilson-Hubbard, formalmente C/1961 O1 (Wilson-Hubbard), è una cometa non periodica che ha raggiunto la visibilità ad occhio nudo. Le circostanze della sua scoperta sono piuttosto insolite: ad osservarla per primi il 23 luglio 1961 sono stati due assistenti di volo in due diversi voli, Anna Ras e A. Stewart Wilson, il giorno dopo altri quattro membri di equipaggi in volo e due astronomi, tra cui William B. Hubbard, all'epoca ancora studente universitario, osservarono la cometa : alla cometa fu dato il nome dei soli A. Stewart Wilson e William B. Hubbard in base alle allora vigenti regole di attribuzione delle scoperte cometarie.